# DeAndre Kane
DeAndre Kane (* 10. Juni 1989 in Pittsburgh, Pennsylvania) ist ein US-amerikanisch-ungarischer Basketballspieler. Nach dem Studium in seiner Heimat begann Kane eine professionelle Karriere in Europa, wo er in Russland, Belgien, Israel, Spanien sowie zu Beginn der Basketball-Bundesliga 2015/16 für Ratiopharm Ulm in Deutschland spielte. Anfang Juni 2017 erhielt Kane die Staatsbürgerschaft von Ungarn, wo er zuvor noch nicht gespielt hatte, und kann für seine Wahlheimat in internationalen Wettbewerben teilnehmen.

## Karriere
Kane besuchte in seiner Heimatstadt Pittsburgh zunächst die Schenley High School, mit deren Basketballmannschaft er zusammen mit unter anderem D. J. Kennedy in vier Jahren ungeschlagen blieb, und absolvierte anschließend ein Vorbereitungsjahr für das Studium an The Patterson School in Lenoir (North Carolina), die zuvor bereits von den zwei Jahre älteren Jordan Hill und Wesley Johnson besucht worden war. Schließlich bekam er zusammen mit seinem Mitschüler Hassan Whiteside 2009 ein Stipendium der Marshall University in Huntington (West Virginia). Als „partial qualifier“ musste er sich jedoch gemäß den Restriktionen der NCAA im ersten Jahr auf sein akademisches Studium konzentrieren, bevor er anschließend für die Basketballmannschaft der Thundering Herd in der Conference USA (C-USA) aktiv werden konnte. Da spielte Whiteside bereits in der am höchsten dotierten Profiliga NBA. Die Erfolge und NCAA-Endrundenteilnahmen der Basketballmannschaft der Thundering Herd liegen allesamt vor 1990, auch wenn mit Jason Williams als Spieler und Billy Donovan als Trainer auch bekanntere Personen auch danach noch dort aktiv waren. Mit Whiteside hatte es zur ersten landesweiten Postseason-Teilnahme seit beinahe 25 Jahren gereicht, wenn auch nur im eher unbedeutenden College-Insider.com Tournament (CIT), bei dem man vor dem Ausscheiden ein Spiel gewann. Unter dem neuen Trainer Tom Herrion reichte es mit Kane ein Jahr später erneut zu einer Teilnahme am CIT, bei dem man diesmal aber gleich das Erstrundenspiel zuhause mit einem Punkt Unterschied gegen die Bobcats der Ohio University verlor. In der folgenden Saison erreichte man im Meisterschaftsturnier der C-USA das Finalspiel, das jedoch gegen die Tigers der University of Memphis deutlich verlorenging. Somit verpasste man zwar die erste Teilnahme an der landesweiten NCAA-Endrunde seit 25 Jahren, erreichte aber das National Invitation Tournament, bei dem jedoch auch das Erstrundenspiel gegen die Blue Raiders der Middle Tennessee State University verlorenging. In der folgenden Saison erreichten die Thundering Herd keine positive Saisonbilanz mehr und verpassten die Teilnahme an einem landesweiten Postseason-Turnier komplett.
Kane hatte nach vier Jahren an der Hochschule bereits seinen akademischen Abschluss erreicht und konnte anschließend die Hochschule 2013 problemlos wechseln, da er als Absolvent keine Sperre mehr wegen eines Hochschulwechsels zu befürchten hatte. So spielte er seine vierte NCAA-Saison bei den Cyclones der Iowa State University in der Big 12 Conference. In der Big 12 machte Kane gleich Furore, gewann mit seiner Mannschaft unter Trainer Fred Hoiberg die ersten 14 Spiele und wurde, nachdem er bereits die letzten beiden Jahre unter die zehn besten Spieler der C-USA in das „All-Second Team“ der Conference gewählt worden war, als „Big 12 Newcomer of the Year“ ausgezeichnet und unter die besten fünf Spieler der Big 12 in das „All-First Team“ gewählt. Am Saisonende konnten die Cyclones schließlich auch das Big 12-Meisterschaftsturnier gewinnen, bei dem Kane als Most Valuable Player (MVP) geehrt wurde. In der eigenen Region an Nummer 3 gesetzt erreichten die Cyclones in der NCAA-Endrunde unter anderem nach einem knappen Zweitrundenerfolg über die renommierten North Carolina Tar Heels mit einem „Gamewinner“ von Kane das Sweet Sixteen. Hier unterlagen sie jedoch im Madison Square Garden dem späteren Titelgewinner UConn Huskies, bei dem unter anderem der deutsche Nationalspieler Niels Giffey aktiv war, mit 76:81, womit Kanes NCAA-Karriere endete. Nachdem der beinahe 25-jährige Kane in der Entry Draft der NBA keine Berücksichtigung gefunden hatte, spielte er in der NBA Summer League 2014 für die Los Angeles Lakers, die ihn aber für die Saisonvorbereitung nicht unter Vertrag nahmen.
Seine professionelle Karriere begann Kane schließlich in Europa, wo er zu Beginn der Saison 2014/15 im russischen Wolgograd bei Krasny Oktjabr gemeinsam mit seinem ehemaligen Mitschüler D. J. Kennedy unter Vertrag stand. Nachdem bereits Ende Oktober der ehemalige Bundestrainer Dirk Bauermann neuer Trainer geworden war, waren auch Kennedy und Kane gut ein Monat nach Saisonstart im November 2014 bereits wieder entlassen worden und Kane wechselte nach Belgien zu den Giants aus Antwerpen. In der EuroChallenge 2014/15, in der der Rookie auch mit starken individuellen Statistiken auf sich aufmerksam machen konnte, erreichte er mit der belgischen Mannschaft die zweite Gruppenphase der 16 besten Mannschaften, in der man nur knapp wegen des schlechteren direkten Vergleichs am Einzug in die K.-o.-Runden scheiterte. In der belgischen Meisterschaft reichte es nach dem sechsten Platz in der Hauptrunde der Scooore League nur zum Einzug in die Play-offs, in denen man bereits in der ersten Runde ausschied. Nach der NBA Summer League 2015 bei den Atlanta Hawks unterschrieb Kane einen Vertrag beim deutschen Erstligisten ratiopharm Ulm, bei dem mit Will Clyburn bereits zuvor ein ehemaliger „Cyclon“ der Iowa State erfolgreich gespielt hatte. Mit Kane, aber ohne diverse verletzte Spieler wie Carlon Brown, verloren die Ulmer sieben der ersten neun Spiele in der Basketball-Bundesliga 2015/16 und verpflichteten unter anderem mit Chris Babb einen weiteren ehemaligen Spieler der Iowa State nach. Für Kane war schließlich kein Platz mehr und dieser bat Anfang Dezember um die Auflösung seines Vertrags. Nach dem Jahreswechsel unterschrieb Kane Anfang Januar einen neuen Vertrag bis Saisonende in Eilat bei Hapoel, die in der israelischen Ligat ha’Al spielen. Nach dem fünften Platz der Hauptrunde blieb Eilat in der ersten Play-off-Runde in drei Spielen siegreich und erreichte ohne Niederlage das Final Four, in dem man im Halbfinale Titelverteidiger Hapoel Jerusalem knapp mit vier Punkten Unterschied unterlegen war.
Zur Saison 2016/17 kehrte Kane noch einmal nach Russland zurück und spielte für den Verein aus Nischni Nowgorod in der VTB United League 2016/17 sowie im EuroCup 2016/17, in dem die Mannschaft die zweite Gruppenphase der 16 besten Mannschaften erreichte. Zum Auftakt dieser Gruppenphase war Kane zu Jahresbeginn 2017 der MVP des Spieltags mit der besten Effektivitätswertung beim 113:105-Erfolg über den nationalen Konkurrenten Zenit St. Petersburg; die weiteren fünf Spiele dieser Phase, unter anderem für Kane erneut gegen Hapoel Jerusalem, verlor die Mannschaft jedoch und schied aus diesem Wettbewerb aus. Anfang März 2017 verließ Kane die russische Mannschaft, die nur noch geringe Chancen auf das Erreichen der Play-offs in der United League hatte, und schloss sich dem in der spanischen Liga ACB abstiegsbedrohten Klub CDB Real Betis aus Sevilla an. Bereits nach sechs Wochen und fünf Einsätzen verließ der angeschlagene Kane diese Mannschaft jedoch Mitte April bereits wieder. Zu Beginn der Sommerpause erhielt Kane Anfang Juni 2017 die ungarische Staatsbürgerschaft, mit der er für die ungarische Nationalmannschaft spielberechtigt ist, die erstmals seit 18 Jahren bei der Basketball-Europameisterschaft 2017 an einer Endrunde auf höchstem Niveau teilnimmt. Bei den Ungarn tritt Kane quasi die „Nachfolge“ seines Landsmanns Obie Trotter an, der sechs Jahre zuvor naturalisiert wurde.